# Cryptochrostis hyphinoe
Cryptochrostis hyphinoe är en fjärilsart som beskrevs av Stoll 1781. Cryptochrostis hyphinoe ingår i släktet Cryptochrostis och familjen nattflyn. Inga underarter finns listade i Catalogue of Life.